# Baptiste Rollier

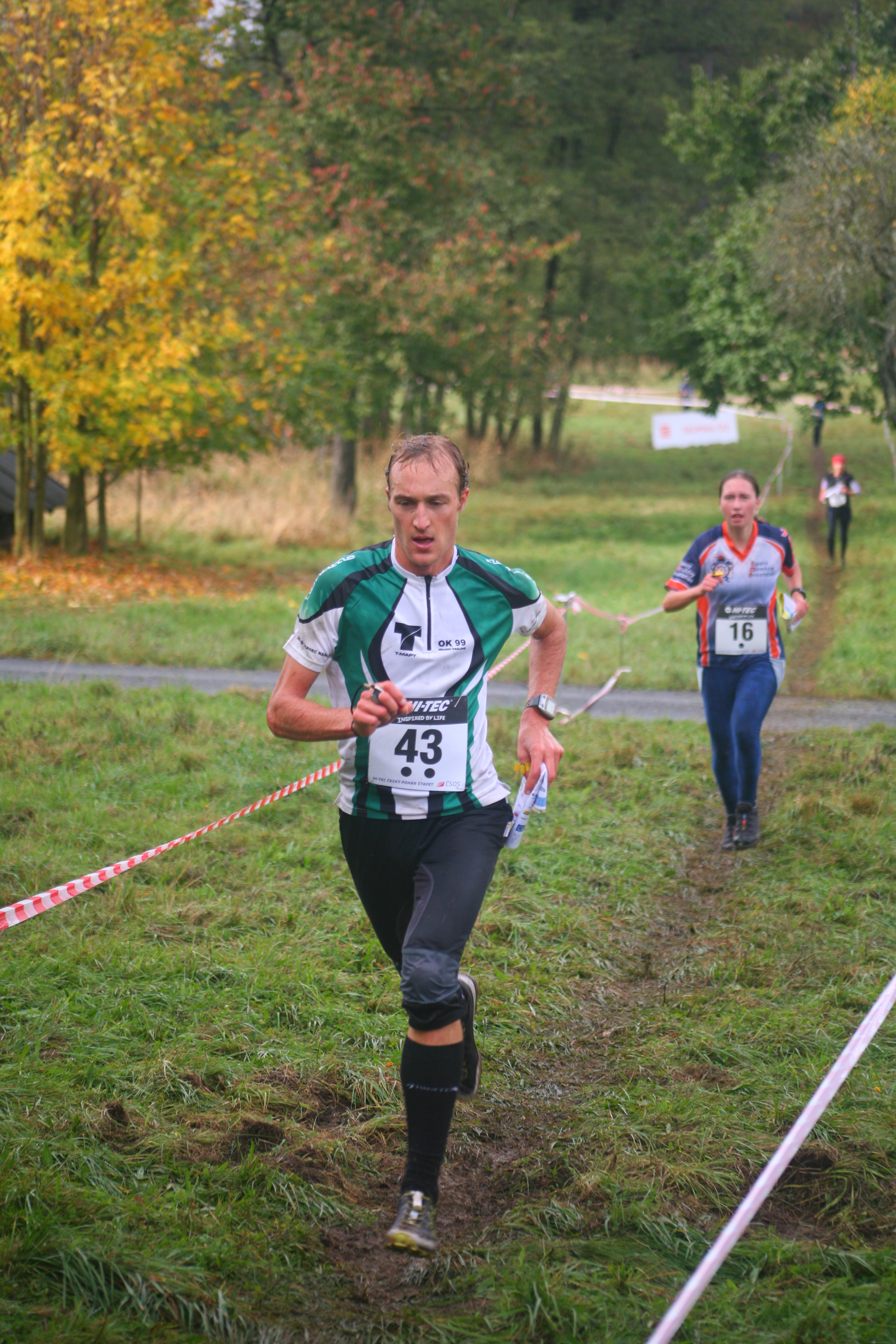
Baptiste Rollier (2011)

Baptiste Rollier (* 27. September 1982) ist ein Schweizer Orientierungsläufer und Weltmeister von 2009 mit der Schweizer Staffel. Seit November 2019 ist er Trainer des Kaders Elite Damen.

## Werdegang
Nach zwei weniger erfolgreichen Teilnahmen bei Junioren-Weltmeisterschaften in den Jahren 2000 und 2002 wurde Rollier 2006 für die Europameisterschaft in Estland nominiert. Fortan gehörte er zur schweizerischen Nationalmannschaft, und 2008 gewann er bei Europameisterschaften (Silber) und Weltmeisterschaften (Bronze) mit der Schweizer Staffel seine ersten internationalen Medaillen. Bei den Weltmeisterschaften 2009 im ungarischen Miskolc gewannen die Schweizer mit Rollier, Daniel Hubmann und Matthias Merz die Staffel-Weltmeisterschaft. 2011 in Frankreich verpasste er bei den Weltmeisterschaften mit Rang vier eine Medaille auf der Langdistanz.
Bei Schweizer Meisterschaften gewann er 2002 für den CO Chenau laufend die Staffelmeisterschaft, 2011 und 2014 gewann er den Titel in der Mannschaft von ANCO Neuchâtel. 2005 gewann er mit Chenau die Teammeisterschaft. Ausserdem ist er Schweizer Meister in der Nacht von 2011.
Mit dem finnischen Verein Vehkalahden Veikot gewann er 2006 die Jukola. 2008 gewann er mit dem norwegischen Verein Kristansand OK die Tiomila, 2009 zum zweiten Mal die Jukola.
Im Oktober 2016 gab er bekannt, dass er zum Ende Saison vom Spitzensport zurücktritt. Seit dem 1. November 2019 führt er, nach seiner Tätigkeit als Assistenztrainer beim Kader Elite Männer, das Kader Elite Damen.

## Klassierungen
| Weltmeisterschaften | Sprint | Mittel | Lang | Staffel |
| ------------------- | ------ | ------ | ---- | ------- |
| 2007 Kiew           |        |        | 11.  |         |
| 2008 Olomouc        |        | 12.    |      | 3.      |
| 2009 Miskolc        |        |        | 10.  | 1.      |
| 2011 Savoie         |        | 10.    | 4.   |         |
| 2012 Lausanne       |        |        | dsq. |         |
| 2013 Vuokatti       |        |        | 30.  |         |

| Europameisterschaften | Sprint | Mittel | Lang | Staffel |
| --------------------- | ------ | ------ | ---- | ------- |
| 2006 Otepää           | 35.    |        | 23.  |         |
| 2008 Ventspils        |        | 13.    | 6.   | 2.      |
| 2010 Primorsko        |        | 24.    | 13.  |         |
| 2012 Falun            |        | 42.    |      |         |

| Gesamt-Weltcup | Gesamt-Weltcup |
| -------------- | -------------- |
| 2006           | 37.            |
| 2007           | 22.            |
| 2008           | 5.             |
| 2009           | 14.            |
| 2010           | 14.            |
| 2011           | 18.            |
| 2012           | 48.            |
| 2013           | 37.            |

| SM   | Sprint | Mittel | Lang | Nacht | Team | Staffel | Cup |
| ---- | ------ | ------ | ---- | ----- | ---- | ------- | --- |
| 2002 |        |        |      |       |      | 1.      |     |
| 2003 |        |        |      |       |      |         |     |
| 2004 |        |        |      |       |      |         |     |
| 2005 |        |        |      |       | 1.   |         |     |
| 2006 |        | 6.     |      |       | 2.   | 4.      |     |
| 2007 | 4.     | 3.     | 4.   | 3.    |      |         |     |
| 2008 | 9.     | 4.     | 4.   |       |      |         |     |
| 2009 | 13.    |        | 3.   |       |      |         |     |
| 2010 |        |        |      |       |      |         |     |
| 2011 | 7.     | 2.     | 4.   | 1.    |      | 1.      | 5.  |
| 2012 |        | 1.     |      | 3.    |      | 2.      |     |
| 2013 |        | 9.     | 2.   |       |      |         |     |

| Junioren-WM               | Sprint | Mittel | Lang | Staffel |
| ------------------------- | ------ | ------ | ---- | ------- |
| 2000 Nove Mesto na Morave |        | 45.    | 43.  |         |
| 2002 Alicante             |        | 20.    | 42.  |         |